# Portrait de Jacob Obrecht
Le Portrait de Jacob Obrecht est un petit tableau sur panneau de chêne, en excellent état de conservation, dont la taille  est de 51 × 36 cm. La personne représentée est peut-être le  compositeur Jacob Obrecht. Le panneau porte la date de 1496, soit deux ans après la mort de Memling. Cette date, l'incertitude sur la personne représentée, la facture différente des autres portraits, font naître des doutes sur l'auteur véritable du tableau, notamment chez Borchert. Le portrait ne figure pas dans le catalogue de Faggin 1973. Le tableau est exposé au musée d'art Kimbell de Fort Worth au Texas.

## Description
Le portrait montre un homme en prière à mi-corps, tourné vers la droite, devant un fond neutre et uniforme vert bleuté. Il porte un surplis transparent en baptiste sur une robe brun clair au col vert foncé. Sous la robe, on aperçoit une chemise blanche et un gilet fermé. Une étole en fourrure posée sur son bras gauche est un signe qui l'identifie comme chanoine.
Au-dessus de sa tête une calligraphie à la feuille d'or le désigne comme Ja Hobrecht. Le bas du cadre original porte une inscription qui contient 38, l'âge du personnage et 1496, date d'exécution du tableau. On peut voir en dessous une inscription No.8 J-?-F dont le sens n'est pas clair et qui est plus tardive. Le cadre, marbré en rouge brun, montre à droite des traces d'une fixation ce qui indique que le tableau est le volet gauche d'un diptyque ou triptyque.

Portrait de Jacob Obrecht. Grisaille du dos du panneau.

Le dos du panneau  contient une grisaille et montre une femme drapée, debout dans une niche, tenant un livre ouvert. La figure n'est toujours pas identifiée. Cette peinture est inférieure à celle du portrait, tant en la qualité qu'en état de conservation, et elle n'est probablement pas due au même artiste.

## Le personnage
Pour Dirk De Vos, le personnage représenté est le célèbre compositeur Jacob Obrecht (né en 1457-58 et mort en 1505). La date inscrite sur le cadre serait celle de l'achèvement d'un diptyque ou triptyque par ses collaborateurs, réalisé après la mort du peintre. Ceci pourrait résoudre le problème que pose l'âge d'Obrecht qui en 1496, peut avoir 38 ans, si la date de naissance communément suggérée est la bonne. Quant au compositeur, il voyage beaucoup, en Flandre, en France, en Italie. Sa présence à Bruges est attestée pour 1485-1491 et 1498-1504.
Mais Borchert met en doute la date de naissance d'Obrecht, en observant qu'Obrecht a été ordonné prêtre en 1480 et que, d'après le croit canonique, l'ordination ne peut avoir avant la trentième ou, avec une dispense spéciale, avant la vingt-cinquième année. Jacob Obrecht serait donc né au plus tard en 1455, et plus vraisemblablement en 1450, ce qui lui donne au moins quarante et un an en 1496. Il est donc possible que le portrait représente non pas le compositeur, mais un autre homme du nom de Hobrecht; de plus, ce patronyme n'était pas exceptionnel à l'époque en Flandre.

## Attribution
Une comparaison stylistique montre une parenté certaine avec l'œuvre de Memling.  De Vos souligne, dans ses arguments, la qualité tactile des tissus, « les mains à l'anatomie puissamment profilée », le modelé de la tête, ainsi que la marbrure rouge et brun du cadre évoquent la facture caractéristique de Memling.
Maryan Ainsworth examine le style du dessin sous-jacent et n'arrive pas à la même conclusion. Elle constate que la technique et la facture ne correspondent pas à ceux des portraits tardifs de Memling : elle a constaté que dans les autres œuvres de Memling, le dessin préparatoire, exécuté au pinceau, ne sert pas seulement d'ébauche, mais aussi de modelé sous-jacent, spécialement dans les vêtements. Ces particularités se détectent par la réflectographie infrarouge et par la radiographie. Il commence par une application uniforme de blanc de plomb qui introduit les chairs, et par-dessus il applique avec parcimonie des touches de couleur différentes pour créer les traits du visage avec une extraordinaire économie de moyen. Dans le Portrait au contraire, aucun dessin sous-jacent n'est visible pour le visage et les mains, et nulle part le dessin préparatoire ne sert de modelé sous-jacent à un niveau intermédiaire de la structure picturale. Aussi, l'emploi du blanc de plomb est plutôt parcimonieuse. Et elle conclut qu'« il est peu probable que le portrait ait été réalisé par Memling ».
Borchert, se référant à cette analyse, attribue ce tableau à un maître non encore identifié « doué d'une extraordinaire virtuosité ». L'opinion de Borchert est partagée par le texte de la notice du musée Kimbell qui note la  virtuosité des détails comme les plis dans surplis en dentelle d'Obrecht et la fourrure gris tourterelle de l'étole de chanoine sur son bras, le raffinement des couches de peinture superposées dans les mains aux tons de chair, mais qui émet des doutes sur l'auteur du tableau.
Un examen attentif a montré que le panneau non seulement n'avait jamais été dégagé de son cadre, mais qu'au contraire le fond a été peint quand le panneau était déjà encadré, parce qu'on trouve des traces de bleu sur le cadre. Le tableau a été restauré au musée. Le cadre avait été recouvert d'une couche de peinture dorée au dix-neuvième siècle, et la peinture marbrée originale, typique de la peinture flamande de cette époque, est alors réapparu après avoir enlevé la dorure. On a constaté que des bandes supplémentaires avaient été ajoutées autour du cadre; une fois supprimées, les traces des charnières sont apparues sur le côté du cadre.

## Historique
Grati Baroni de Piqueras vend le tableau, par Sotheby's, New York, le 15 janvier 1993 au musée d'art Kimbell de Fort Worth au Texas.